# 2184 Fujian
2184 Fujian (1964 TV2) là một tiểu hành tinh vành đai chính.